# Gidrafűrész
Gidrafűrész (1899-ig Pila, szlovákul Píla, németül Sägmühl) község Szlovákiában, a Pozsonyi kerületben, a Bazini járásban.

## Fekvése
Nagyszombattól 25 km-re északnyugatra fekszik. Szlovákia legkisebb területű községe.

## Története
A falu a 16. században keletkezett az akkori vöröskői uradalom területén. Első említése 1602-ből származik. Első birtokosai, a Fuggerek a Gidra-patakra két fűrésztelepet építtettek, melyek főként fenyőfát dolgoztak fel. 1645-ben említik a falu bíráját. A 17. század második felében a falu közelében működött a Pálffyak papírgyára, mely többek közt a nagyszombati egyetemet is ellátta papírral. 1722-ben posztógyár kezdte meg működését, mely főként a hadsereg részére termelt. Később a gyár növelve termelését, Ausztriába és Morvaországba is szállított.
Vályi András szerint "PILA. Tót falu Poson Vármegyében, földes Ura Gróf Pálfy Uraság, lakosai katolikusok, fekszik Dubovához, és Vöröskőhöz nem meszsze, erdője, réttye van, szántó földgye, és szőleje nints, Gidra nevű folyója van, piatza Posonban, Modrán, és Bazinban."
Fényes Elek szerint "Pila, (Sägmühl), Poson vmegyében, a vöröskői várhegy mellett lévő völgyben: 363 kath., 4 evang. lak., 2 fűrész-, 1 papiros-, 1 kalló és több lisztmalmokkal a Gidra patakján, mellyben jó izü pisztrángokat is fognak. Erdeje igen nagy. F. u. gr. Pálffy Rudolf örökösei. Ut. p. Poson."
A trianoni békeszerződésig Pozsony vármegye Szenci járásához tartozott. A fűrészüzem 1948-ban, a posztógyár 1950-ben fejezte be termelését.

## Népessége
| Év:            | 1994. | 2004.    | 2014.    | 2024.    |
| -------------- | ----- | -------- | -------- | -------- |
| Emberek száma: | 233   | 278      | 323      | 371      |
| Eltérés:       |       | +19,31 % | +16,18 % | +14,86 % |

| Év:            | 2023. | 2024.   |
| -------------- | ----- | ------- |
| Emberek száma: | 367   | 371     |
| Eltérés:       |       | +1,08 % |

1910-ben 279, túlnyomórészt szlovák lakosa volt.
2011-ben 315 lakosából 305 szlovák.

## Nevezetességei

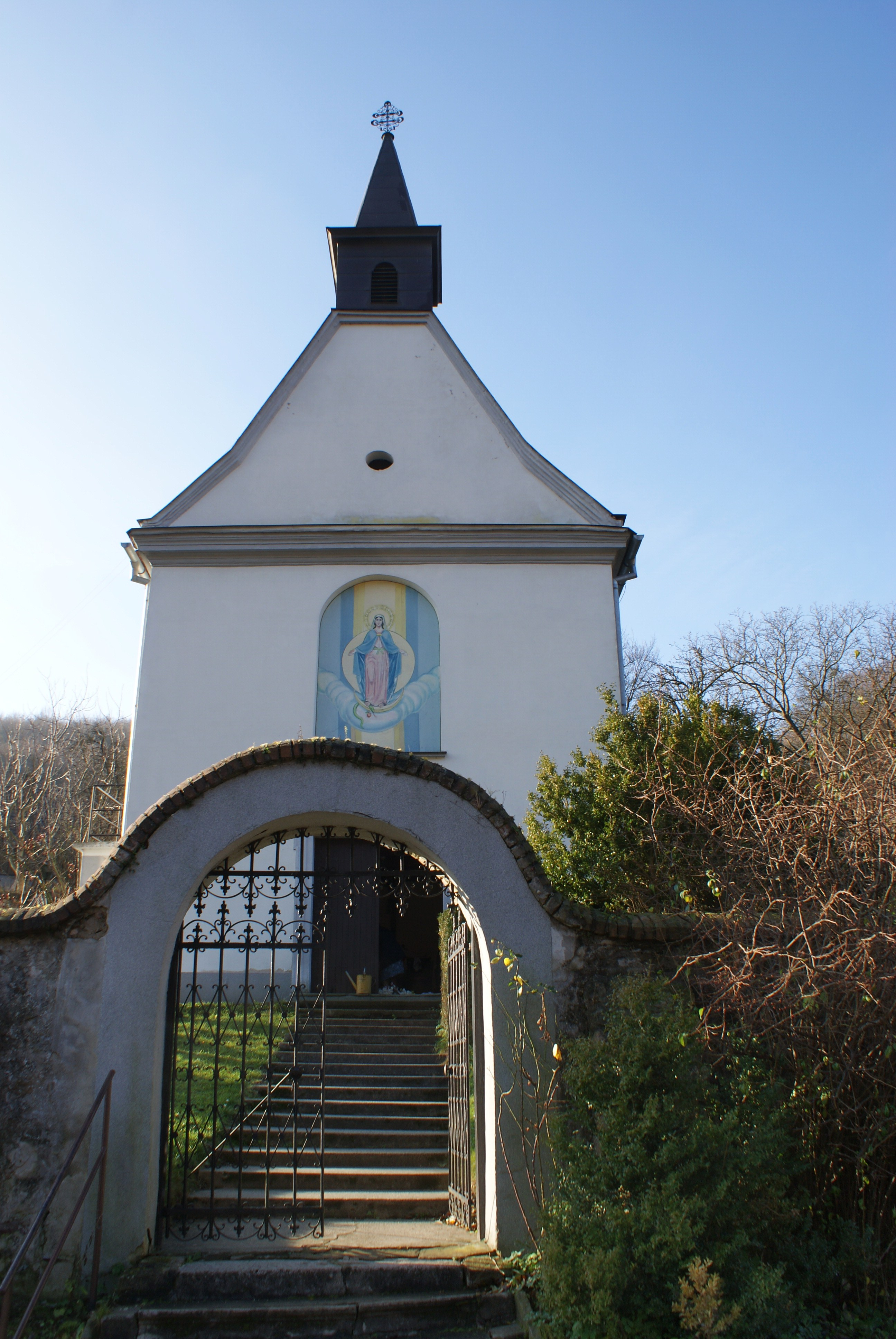
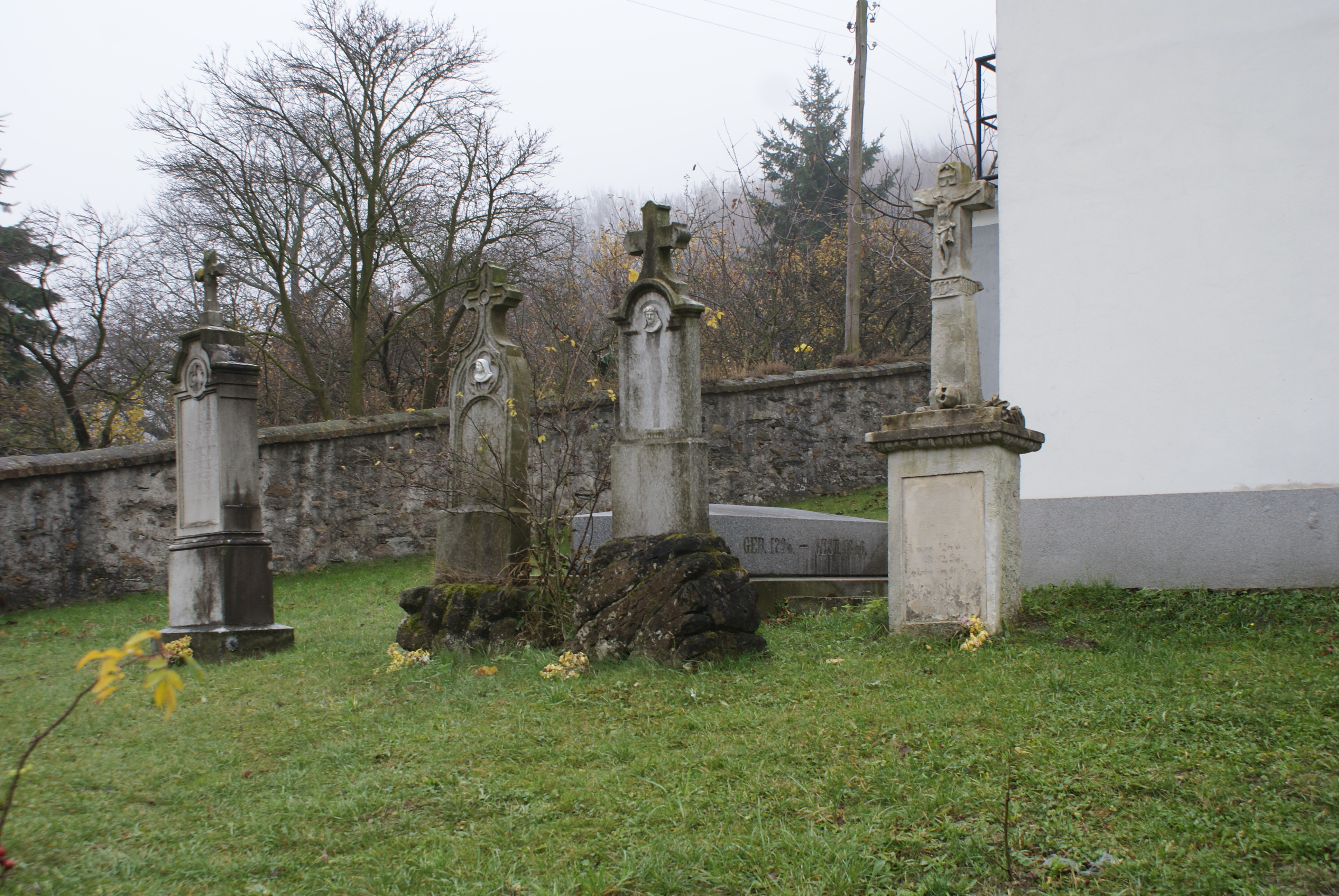

- Szűz Mária tiszteletére szentelt római katolikus temploma 1822-ben épült a korábbi, 17. századi templom helyett. 1935-ben egy tűzvészben megrongálódott.

## Külső hivatkozások
- Községinfó
- Gidrafűrész Szlovákia térképén
- E-obce.sk